# Lekenik
Lekenik falu és község Horvátországban, Sziszek-Monoszló megyében.

## Fekvése
Zágrábtól légvonalban 31, közúton 43 km-re délkeletre, Sziszek városától légvonalban 17, közúton 21 km-re északnyugatra, a Túrmező előterében elhelyezkedő síkságon fekszik. Lekenik községet északnyugatról a Túrmező teraszos síksága, délnyugatról a Vukomerići-dombság lejtői, délkeletről az Alsó-Kulpamente dombvidéke, északkeletről a Szávamente mocsaras térsége határolja.

## A község települései
A községhez Brežane Lekeničke, Brkiševina, Cerje Letovanićko, Donji Vukojevac, Dužica, Gornji Vukojevac, Lekenik, Letovanić, Palanjek Pokupski, Pešćenica, Petrovec, Pokupsko Vratečko, Poljana Lekenička, Stari Brod, Stari Farkašić, Šišinec, Vrh Letovanićki és Žažina települések tartoznak.

## Története
Lekenik környéke már az írott történelem, előtt is lakott volt. Ezt bizonyítja a Lekenik közelében fekvő Kalje erdőben talált kőbalta, melyet ma a zágrábi régészeti múzeumban őriznek. A Zágráb – Sziszek autópálya építése során előkerült leletek szintén megerősítik az embernek ezt a korai jelenlétét. A település első írásos említése 1217-ben II. András királynak abban az oklevelében történt, melyben a zágrábi káptalant megerősíti a szomszédos Duֻžica birtokában. Az oklevélben a birtok legészakibb pontjaként említik a „Lihcinnihc” nevű helyet. Nevét általában a fehér tündérrózsa (Nymphaea alba), horvátul „liken” nevével hozzák összefüggésbe, mely e vidék mocsaras területein és vízpartjain meglehetősen gyakori növény. Belőle származik a határában eredő Lekenčica-patak neve is. A település neve a középkor során Quiquinik, Lihcinnihc, Lekanucz, Lakynyk, Lebenyck alakban található a különböző forrásokban. 1328-ban és 1352-ben „Lekencha” néven említik. A 14. században birtokosai a Babonićok, majd később az Erdődyek voltak, akikről a település egyik része az „Erdodsky Lekenik” nevet kapta, míg a másik részt „Turopoljski Lekeniknek” hívták, mivel lakói a túrmezei nemesek jobbágyai voltak. A két településrészt a Lekenčica-patak választotta el egymástól.
A török hódítás előretörését a 16. század második felében Lekenik is megsínylette különösen az 1580-as és 1590-es években, amikor Sziszek körül súlyos harcok folytak. A népesség a török veszély megszűnése után sem érte el már soha a török háborúk előtti szintet. A korábbi tulajdonosok mellett a 18. század végén tűnnek fel a Berkovićok. Ebben az időszakban Lekeniken 17 jobbágyház állt.
A francia uralom idején Lekeniken át építették ki a Levantei utat, amely Laibachot (Ljubljana) kötötte össze Kostajnicával. 1837-ben az Erdődyek eladták itteni birtokukat a Thurn und Taxis családnak, akik egészen a II. világháború végéig voltak a lekeniki birtok tulajdonosai. Ugyanebben az évben létesült a település postahivatala. A település első iskoláját 1846-ban említik. Az első báni ezred parancsnokaként itt tartózkodott Josip Jelačić ezredes amikor 1848. március 26-án meg tudta báni kinevezését. 1862-ben megépült a Zágráb-Sziszek vasútvonal, mely nagyban elősegítette a település fejlődését. Az erdőgazdaságnak és a fakereskedelemnek köszönhetően, melyet elősegített az erdei utak és az erdei vasút megépítése 1869-re a lakosság száma már elérte a 854-et.
1871-ben a közigazgatás átszervezésével Lekenik a Nagygoricai járás része lett. 1886-ban megszűnt Lekenik község és a települést a Sziszeki járáshoz tartozó Selához csatolták. 1893-ban az újabb átszervezéssel leválasztották Seláról és újra községközpont lett. Addigra a település környéki erdőket kivágták, de új erdőtelepítés kezdődött, melynek során 1887 és 1917 között 1700 hektár erdőt telepítettek. A fejlődés eredménye volt az új iskolaépület felépítése 1895-ben. a 20. század kezdetén Lekeniken községháza, templom, csendőrőrs, kézműves műhelyek, bolt és vendéglő működött. 1909-ben megalakult az önkéntes tűzoltóegylet. A fejlődést az első világháború kitörése akasztotta meg.
1857-ben 800, 1910-ben 1148 lakosa volt. A 20. század első éveiben a kilátástalan gazdasági helyzet miatt sokan vándoroltak ki a tengerentúlra. 1918-ban az új szerb-horvát-szlovén állam, majd később Jugoszlávia része lett. A második világháború idején a Független Horvát Állam része volt. A háború után a béke időszaka köszöntött a településre. Enyhült a szegénység és sok ember talált munkát a közeli városokban. A délszláv háború előestéjén lakosságának 94%-a horvát, 3%-a szerb nemzetiségű volt. A falu 1991. június 25-én a független Horvátország része lett. A délszláv háború idején mindvégig horvát kézen volt. 2011-ben 1897 lakosa volt.

## Népesség
| Lakosság változása | Lakosság változása | Lakosság változása | Lakosság változása | Lakosság változása | Lakosság változása | Lakosság változása | Lakosság változása | Lakosság változása | Lakosság változása | Lakosság változása | Lakosság változása | Lakosság változása | Lakosság változása | Lakosság változása | Lakosság változása |
| ------------------ | ------------------ | ------------------ | ------------------ | ------------------ | ------------------ | ------------------ | ------------------ | ------------------ | ------------------ | ------------------ | ------------------ | ------------------ | ------------------ | ------------------ | ------------------ |
| 1857               | 1869               | 1880               | 1890               | 1900               | 1910               | 1921               | 1931               | 1948               | 1953               | 1961               | 1971               | 1981               | 1991               | 2001               | 2011               |
| 800                | 854                | 861                | 907                | 1.059              | 1.148              | 1.178              | 1.236              | 1.398              | 1.403              | 1.633              | 1.612              | 1.651              | 1.652              | 1.857              | 1.897              |

## Nevezetességei
- A Szentháromság tiszteletére szentelt római katolikus kápolnája 1926-ban épült a régi fakápolna helyén, mely a 17. századból származott. Kis méretű, egyhajós épület félköríves apszissal, homlokzata felett kis harangtoronnyal. a régi kápolnából származik a barokk oltár a Szentháromságot ábrázoló, 1748-ban festett oltárképpel. Ma felújítva, jó állapotban áll.
- A község jelentősebb műemlékei:
  - Pešćenica, Mária mennybevétele plébániatemplom (1751)
  - Žažina, Szent Miklós és Szent Vid plébániatemplom (18. század)
  - Stari Farkašić, Sarlós Boldogasszony plébániatemplom (1844)
  - Šišinac, Szent Márta plébániatemplom (1758)
  - Stari Brod, Szent Márton kápolna (1624)
  - Letovanić, Szent Fábián és Sebestyén kápolna (18. század eleje)
  - Cerje Letovanićko, Szent József kápolna (1717)
  - Poljana Lekenička, Szentlélek kápolna (17. század)
  - Szent Péter kápolna a Gradecen (17. század vége)
- A község területén összesen 14 régészeti lelőhely (közülük 7 ókori település, illetve építmény maradványa, egy ókori halomsír, egy középkori település maradványai, két templom és három feltáratlan várrom) található. A legjelentősebbek:
  - Donji Vukojevac ókori halomsírjai
  - Dužica ókori település maradványai
  - Dužica – Čep ókori épületmaradványok
  - Középkori településmaradványok a Gradecen, Brežane Lekeničke mellett
  - Ókori és középkori épületmaradványok a Cerje Lekovanićko melletti Gradišćén
  - Letovanić várának maradványa (1560) a Žažinától délre fekvő Crkvištén
  - Orleković, a Szent Antal kápolna maradványai
  - Stari Farkašić a Szent Mihály templom maradványai
  - Žažina várának (1578) maradványai

## Kultúra
- Nemzeti könyvtár és olvasóterem
- Hermenn Gmeiner SOS közösségi központ
- A község kulturális életének szervezője a „KUD Kolovrat Lekenik” kulturális és művészeti egyesület.

## Sport
- NK Lekenik labdarúgóklub (1929-ben alapították, a megyei 1. osztályban szerepel)
- Lekenik taekwondoklub